# Zaratha
Zaratha é um gênero de traça pertencente à família Agonoxenidae.